# 西川一誠
西川 一誠（にしかわ かずみ（通称：いっせい）、1945年1月2日 - ）は、日本の自治官僚、政治家。前福井県知事（4期）、元関西大学政策創造学部客員教授。家族構成は妻と二男一女、血液型はA型。

## 来歴
福井県丹生郡朝日町（現越前町）生まれ。福井県立丹生高等学校、京都大学法学部卒業。1968年4月、自治省に入省。入省同期に早川忠孝（元衆議院議員・弁護士）、谷本正憲（元石川県知事）、井戸敏三（元兵庫県知事）らがいる。本省勤務の他香川県、茨城県、福井県、国土庁への出向を経験。国土庁長官官房審議官を務めた後、1995年に栗田幸雄福井県知事の下で副知事に就任し、2002年に退任した。
2003年4月13日執行の福井県知事選挙に無所属で出馬し、元外務官僚の高木文堂ら2候補を破り、初当選を果たした。
2007年の知事選では、自民・公明・民主・国民新4党の推薦を受け、共産党公認の新人を破り再選（得票数322,604票、得票率84.7%）。
2011年、共産党公認の新人を破り3選。2015年、共産党公認の新人を破り4選。
2018年10月29日、定例会見で5選出馬を表明。同年12月3日、福井市長の東村新一が前副知事の杉本達治支持を表明した。
2019年の知事選では政治団体「日本商工連盟福井地区」、連合福井などの推薦を受けたが、自民党、福井県建設業協会などが推薦した前副知事の杉本達治に約9万票差で敗れ落選した。

## 政策・主張
- 2008年の税制改正に盛り込まれた、いわゆる「ふるさと納税」制度の発案者である。2007年6月、総務省に設置された「ふるさと納税研究会」の委員に都道府県知事を代表して選任され、賛成の立場から積極的に意見を述べる等、制度の実現に尽力した。

- 福井県の子育て政策や小中学生の学力・体力日本一の成績が評価され、2009年のベスト・ファーザー「イエローリボン賞」（政治部門）を受賞した。併せて「ベスト・ネクタイリスト」も受賞し、その授賞式では福井県にある世界三大恐竜博物館のうちの一つである「福井県立恐竜博物館」のPRのため、恐竜柄のネクタイを着用した。
- 東京電力福島第一原発事故を受け、定期検査中の関西電力美浜原発1号機を含む福井県内の原子力発電所について、国が原発の暫定的な安全基準を示せないならば運転再開は認めない考えを明らかにした[8]。
- 北陸新幹線の敦賀以西ルートでは時間的観点や速達性に優れている「小浜・京都ルート」を支持し[9]、時間短縮効果が薄く速達性も劣る「舞鶴ルート」には否定的だった[10]。「小浜・京都ルート」は元々支持していた「小浜ルート」（京都駅を経由しないとの理由により、後に検討対象外になる[11]）の変形版であったため、自身は双方のルートを1つのルートと認識していた[12]。
- 初当選時から、マニフェストに福井鉄道とえちぜん鉄道の相互乗り入れを掲げ、2016年3月にこれを実現した。福井県が2016年度の利用状況をまとめたところ、田原町駅をまたいで両鉄道を乗車した利用客は1年間で約13万2600人にのぼり、前年度から約2.7倍の増加が見られた[13]。

## 人物
- 本名の読みは「にしかわ かずみ」であり、「いっせい」の読みは通称である。これは、福井県知事選挙に初めて出馬する際に有権者に分かりやすいように使い始めたことによる。

## 著作

### 共著
- 『「ふるさと」の発想:地方の力を活かす』岩波書店、2009年（新書）
- 『地方税における所得課税』第一法規出版、1982年
- 『桐の花』「桐の花」刊行委員会、2006年

### 編著
- 『地方税取扱いの手引 平成5年版』納税協会連合会、1993年